# 宇都宮市立姿川第二小学校
宇都宮市立姿川第二小学校（うつのみやしりつ すがたがわだいにしょうがっこう）は、栃木県宇都宮市砥上町にある公立小学校。

## 沿革
- 1872年11月 - 教童学舎として開校
- 1875年4月 - 第四十番學區第五十番小學校教童舎と改称
- 1889年3月 - 姿川尋常小學校北校と改称
- 1911年11月 - 姿川第二尋常小學校と改称
- 1941年4月 - 姿川村立第二国民学校となる
- 1947年4月 - 姿川村立第二小学校となる
- 1955年4月 - 宇都宮市立姿川第二小学校となる
- 1956年11月 - 校歌制定
- 1973年11月 - 創立100周年記念式典、記念碑除幕式挙行
- 1984年7月 - プール竣工（25m×7コース）
- 1985年12月 - 体育館完成
- 2006年3月 - 築山･滑り台撤去

## 通学区域
- 宇都宮市
  - 上欠町の一部[3]
  - 下砥上町の一部
  - 鶴田町の一部
  - 鶴田2丁目の一部、3丁目の一部
  - 砥上町